# Josy Barthel
Joseph „Josy“ Barthel (* 24. April 1927 in Mamer, Luxemburg; † 7. Juli 1992 in Luxemburg) war ein Luxemburger Leichtathlet und Olympiasieger sowie Politiker der Demokratesch Partei (DP).

## Leben

### Sportliche Laufbahn und Olympiasieger 1952
Josy Barthels ersten großen Erfolg als Sportler feierte er mit der Goldmedaille im 800-Meter-Lauf bei den Militärweltmeisterschaften 1947 in Berlin. Bei den nächsten Militärweltmeisterschaften in Brüssel gewann er den 800-Meter-Lauf und den 1500-Meter-Lauf.
Bei den XIV. Olympischen Spielen 1948 in London konnte er im 1500-Meter-Lauf ins Finale kommen, das er als Neunter beendete. In den Folgejahren gewann er die Studentenweltmeisterschaften 1949 über 1500 Meter und 1951 über 800 und 1500 Meter.
Bei den XV. Olympischen Spielen 1952 in Helsinki startete er als zunächst unbeachteter Außenseiter, der aber nach seinen Siegen im Vorlauf und Halbfinale zum Medaillenkandidat avancierte. Das folgende Finale des 1500-Meter-Lauf konnte er mit einem starken Endspurt in 3:45,2 min vor dem US-Amerikaner Bob McMillen (Silber) und dem Deutschen Werner Lueg (Bronze) für sich entscheiden. Diese Zeit bedeutete damals olympischen Rekord.
Barthel nahm auch an den XVI. Olympischen Spielen 1956 in Melbourne teil, konnte aber keine Medaille erringen. Danach beendete er seine sportliche Karriere. Von 1946 bis 1956 war er auch elfmal in Folge luxemburgischer Meister. Er trainierte konsequent nach Woldemar Gerschler mit einer Vielzahl von Wiederholungen im Intervalltraining Freiburger Prägung. Barthel war (nach Joseph Alzin 1920) der zweite Luxemburger, der eine olympische Medaille gewann.

### Sportfunktionär und Minister
1962 wurde er Präsident des Luxemburger Leichtathletik-Verbandes FLA (Fédération Luxembourgeoise d’Athlétisme) und von 1973 bis 1977 war er Präsident des Luxemburgischen Olympischen Komitees COSL (Comité Olympique et Sportif Luxembourgeois).
Josy Barthel, der Mitglied der Demokratischen Partei DP (Demokratesch Partei) war, wurde anschließend am 16. September 1977 in die Regierung Thorn berufen und war bis zum 16. Juli 1979 Minister für Verkehr und Energie sowie Minister für Umwelt und Tourismus (Ministre des Transports et de l’Énergie, Ministre de l’Environnement et du Tourisme). In der darauf folgenden fünften Regierung Werner fungierte er vom 16. Juli 1979 bis zum 20. Juli 1984 als Minister für Umwelt, Minister für Verkehr, Kommunikation und Information sowie Energieminister (Ministre de l’Environnement, Ministre des Transports, des Communications et de l’Informatique, Ministre de l’Énergie).
Ihm zu Ehren wurde das nationale Stadion in Luxemburg, Heimstadion der luxemburgischen Fußballnationalmannschaft, umbenannt in Josy-Barthel-Stadion. Nach ihm benannt wurde außerdem das im September 2003 in Mamer neu eröffnete Gymnasium.